# Roveredo in Piano
Roveredo in Piano este o comună din provincia Pordenone, regiunea Friuli-Veneția Giulia, Italia, cu o populație de 5.811 locuitori (1 ianuarie 2023) și o suprafață de 15,86 km².
Este construită în conformitate cu schema romană: cardo și decumanul care corespund prin via Garibaldi și prin XX Settembre.
În vremurile antice, satul a fost împărțit în 12 sate: Platha, Tavjela, Villotes, Moro, Runcadei, Forcat, Puart, San Bastian, Sant'Anna, Codes, Borgo Nuovo, Sacon. a "Pindoi", care a avut loc în ultima duminică a lunii august, în timpul festivalului San Bartolomeo, patronul municipalității.
O instituție specială a orașului este Filarmonica din Roveredo în pian.

## Demografie
Roveredo in Piano - evoluția demografică

|  | Graficele sunt indisponibile din cauza unor probleme tehnice. Mai multe informații se găsesc la Phabricator și la wiki-ul MediaWiki. |

Date: Recensăminte sau birourile de statistică - grafică realizată de Wikipedia